# شرکت راکفورد
شرکت راکفورد فوسگیت ('''Rockford Fosgate''') نام یکی از شرکت‌های بزرگ سازنده عمده وسایل صوتی باکیفیت بالا در ایالت آریزونا آمریکا می‌باشد که از سال ۱۹۷۳ تا به کنون فعالیت خود را در زمینهٔ ساخت ووفرها، اسپیکرها، تقویت‌کننده‌های صدا ادامه داده است 

## سال 1973 و شروع فعالیت
در سال ۱۹۷۳ جیم فوسگیت (Jim Fosgate) هنگامی که در گاراژ خانهٔ خود مشغول به کار بود، کشف جالبی انجام داد.
اقای جیم متوجه شد که موسیقی با گوش انسان، ویژگی‌های صوتی متفاوتی دارد. 
همین باعث شد که عده ای از دانشمندان موسیقی دوست را گرد هم آورد و آزمایش‌های بسیاری صرف کشف خود کند.
محصول تلاش و تفکر بی وقفهٔ جیم و گروهش تقویت کنندهٔ صدا (آمپلی فایر) به نام PR-7000 بود که همان سال در نمایشگاه ® Fosgate Electronics در شیکاگو به نمایش درآمد.

## سال 1982
سال 1982 سالی بود که مهندسان شرکت راکفورد را وادار نمود که به توسعهٔ فعالیت خود نسل جدید تقویت‌کننده‌های صدا را ایجاد کنند.
پس از فراز و نشیب PR-7000 تا سال‌های 1982 حالا نوبت ساخت و معرفی تقویت‌کننده صوتی جدید با شکل و شمایل شیک تر و جمع جور تر همین‌طور با قدرت بیشتر بود بدین منظور مهندسان راکفورد طراحی را از نو شروع کردند و نتیجه کارشان را در قالبی بهتر ارائه دادند.
پانچ پاور 360 (Punch Power 360) نام جدید محصول راکفورد بود که بهتر توانست نام آمپلی فایر را بر خود بگذارد چرا که قدرت آن چند برابر نمونهٔ قبلی خود یعنی ار پی بود.

## سال 2011 ؛ شروع طوفانی عرصه ی فناوری و تکلونوژی
سال‌های 2000 به بعد سال‌های شروع عرصهٔ فناوری همگام با هنر موسیقی و ماشین‌سازی بود چرا که با پیشرفت سریع علم در این سال‌ها با اضافه شدن ضبط‌های صوتی با کیفیت بالا به اتوموبیل‌ها، حالا نوبت راکفورد بود پس از چند سال نقش خود را بهتر ایفا کند.
راکفورد از موفقیت دست نشکید و وارد عرصهٔ جدید تری از فناوری شد.
عرضهٔ آمپلی فایرهای قوی تر در جسهٔ کوچک‌تر و اضافه کردن قابلیت چند کاناله از جمله ساخته‌های جدید شرکت بود.
این ساختهٔ جدید دیگر فقط محدود به خواننده‌ها، اتوموبیل‌ها نمی‌شد و موتور سیکلت‌ها و قایق‌ها را نیز از قافله به جا نگذاشت چرا که مدل‌های جدید امپلی فایر‌ها می‌تواستند با کمترین ولتاژ برق که به صورت (RV) تعریف می‌شود، کارایی می‌دادند .

## سال 2012 ؛ سال پربار راکفورد
ساخت آمپلی فایر‌ها دیگر خسته‌کننده بود و باید به فکر محصول کارآمد تری می‌بودند ؛ ووفر، ساختهٔ بعدی شرکت راکفورد بود.
ووفرها بیس یا باس بهتری نسبت به اسپیکر‌ها و سایر باند‌ها می‌دادند.
افزایش گسترهٔ محصولات دیگر فقط به تقویت‌کننده‌های صدا محدود نمی‌شد و اسپیکرها نیز در آن سال‌ها به محصولات راکفورد اضافه شد.

## سال 2013 ؛ کیفیت بهتر صدا
عرضهٔ نسل جدید آمپلی فایرها با دارا بودن پردازنده‌های مخصوص گام موفقیت راکفورد را قوی تر کرد و همین باعث شد که محصول خود را با کیفیت و قدرت بهتری عرضه کند.
این بار به کیفیت صدای استریو نزدیک تر شدند.
آمپلی فایرهای نسل جدید قادر بود سیگنال‌های صدا را بهتر کنترل کنند و صدایی با کیفیت بهتر را ارائه دهند.
از نقاط بهتر شدن این موفقیت نیز می‌توان به حذف رله‌های آزار دهنده کنترل صدا اشاره کرد.

## سال 2015 ؛ اثبات موفقیت
محصول جدید راکفورد، ابن بار باز هم نوبت اسپیکرهای از نوع ووفر بود. 
2015 Wifi T1 Slim نامیست که با یک طراحی انقلابی ساخته شد.
مهندسان راکفورد این بار تصمیم گرفتند یک ووفر باریک بسازند که بتواند مانند یک ووفر کامل عمل کند.
این، اثبات موفقیت آن‌ها بود.

## سال 2016 ؛ سالی قوی تر
عرضه و ساخت ووفرها تا سال 2015 از موفقیت‌های عالی برخوردار بود.
اما سال 2016 شرکت راکفورد همه چیز را تکمیل کرد.
ووفر T3 با 19 اینچ پهنا یکی از موقفیت‌های دیگر شرکت راکفورد بود.
گفتن این جمله آسان است اما بدانید که مهندسان راکفورد حدود 5 سال بر روی ساخت این ووفر زمان گذاشتند.
جالب است بدانید در آن سال‌ها به دلیل ضخامت بالا، طراحی جز به جز، تکلونوژی پیشرفته تر در ساخت T3 19 اینچ آن را به یک سوپر ووفر تبدیل کرد و تنها T3 توانست این نام را بر خود بگذارد.
قدرت 6000 هزار RMS این سوپر ووفر قدرتی دیوانه وار است که هیچ‌کسی تحمل شنیدن این حجم صدا را یکجا ندارد.

## سال 2017  رتبه ی اول کیفیت صدا
سال 2016 و 2017 سال هایست که در آن راکفورد کار همه را یکسره کرد، عرضهٔ نسل جدید آمپلی فایر‌ها باویژگی‌هایی همچون وضوح صدای بالا، خروج صدای موسیقی به همان نحوه ساخته شده، 25 درصد خروجی صدای بیشتر و هماهنگ‌کردن تمام اسپیکرها برای پخش صدای درام جز عمده ویژگی‌های این آمپلی فایر است.

## همکاری با شرکت پولاریس
طبق گزارشات در یکی دو سال اخیر شرکت راکفورد همکاری خود را با شرکت ماشین سازی آفرود پولاریس (Polaris) آغاز کرده و در پی آن شرکت پولاریس بخش صدا یا همان اسپیکرها را به شرکت راکفورد سپرده تا این شرکت هیجان آفرود را با صدای موسیقی باکیفیت برای مشتریان خود دو چندان کند.

## نظر افراد در رابطه با محصولات راکفورد
آدام لاو (ADAM LOVE) از تگزاس : او می‌گوید که من 27 سال است که نصاب سیستم صوتی هستم و خیلی کم تحت تأثیر قرار می‌گیرم اما محصولات راکفورد مرا تحت تأثیر زیادی قرار داده است.
اسکیپ هوول (SKIP HOWELL) از فلوریدا : حدود 30 سال است که از محصولات راکفورد استفاده می‌کنم.

## صفحات مجازی شرکت راکفورد
- اینستاگرام
- یوتیوب
- فیسبوک
- توییتر